# Olmet-et-Villecun
Olmet-et-Villecun (okzitanisch: Alaumet e Vilacun) ist ein Ort und eine südfranzösische Gemeinde mit 166 Einwohnern (Stand: 1. Januar 2022) im Département Hérault in der Region Okzitanien (vor 2016: Languedoc-Roussillon). Die Gemeinde gehört zum Arrondissement Lodève und zum Kanton Lodève. Die Einwohner werden Olmetois-Villecunois genannt.

## Lage
Olmet-et-Villecun liegt etwa 48 Kilometer westnordwestlich von Montpellier im Weinbaugebiet Clairette du Languedoc. Umgeben wird Olmet-et-Villecun von den Nachbargemeinden Lodève im Norden und Osten, Le Puech im Süden sowie Lavalette im Westen.

## Bevölkerungsentwicklung
| Jahr                       | 1962 | 1968 | 1975 | 1982 | 1990 | 1999 | 2006 | 2017 |
| Einwohner                  | 76   | 62   | 68   | 73   | 92   | 114  | 142  | 180  |
| Quellen: Cassini und INSEE |      |      |      |      |      |      |      |      |

## Sehenswürdigkeiten

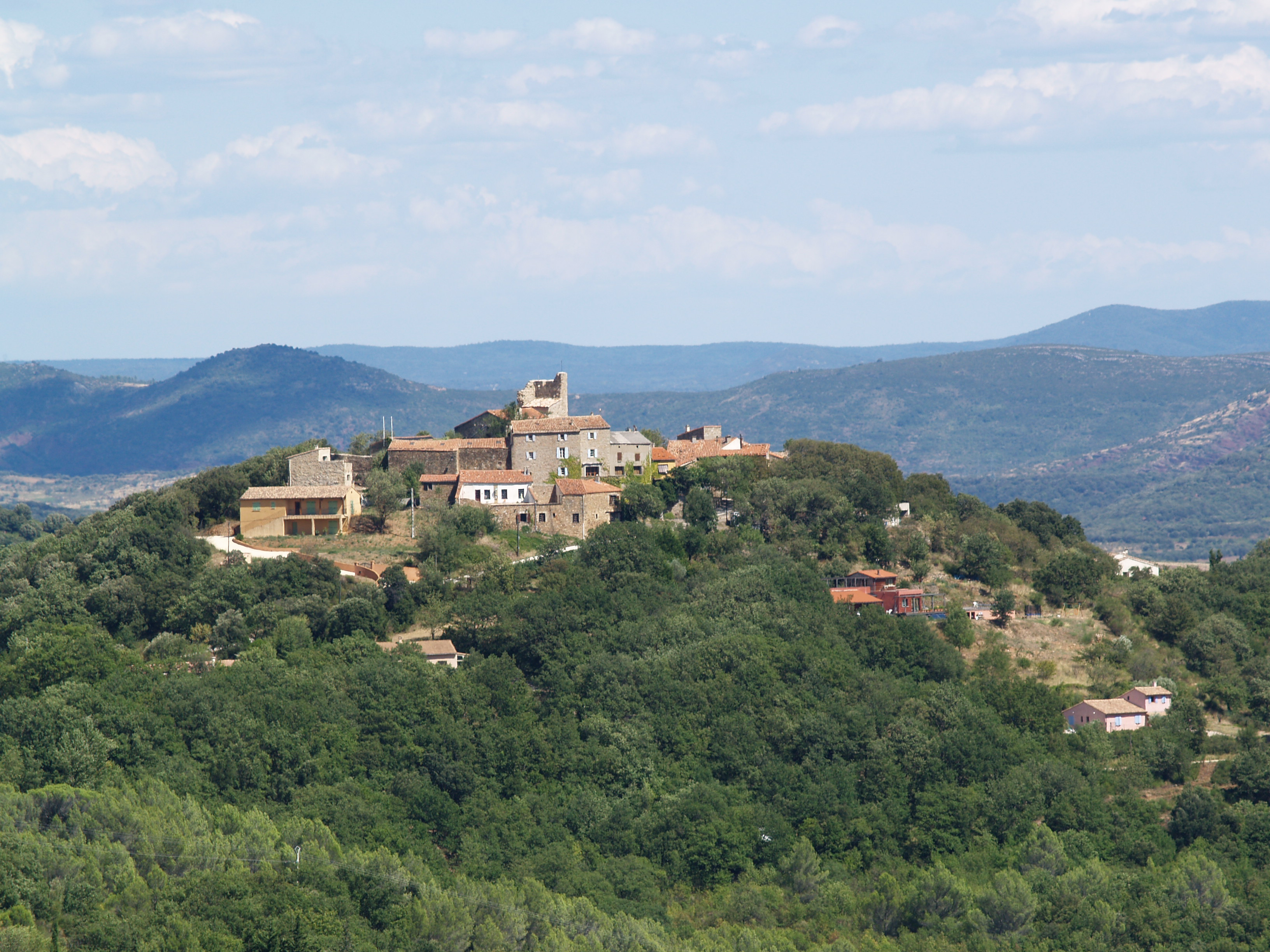
Blick auf Olmet mit dem Schloss

- Schloss Montplaisir

## Persönlichkeiten
- Paul Dardé (1888–1963), Maler